# 우랄칼리
우랄칼리(러시아어: Уралкалий)는 러시아의 포타시 비료 생산 및 수출 회사이다. 모스크바 증권거래소에서 URKA라는 기호를 사용하여 거래된다.
표준 및 과립형 염화칼륨(KCl), 염화나트륨(할라이트 형태의 NaCl), 카날라이트(carnalite)를 생산한다. 브라질, 인도, 중국, 동남아시아, 러시아, 미국, 유럽 등 주요 시장 60여 개국에 (자국 무역상인 우랄칼리 무역을 통해) 제품을 공급한다.